# هنری اچ بارشال
 هنری اچ بارشال (انگلیسی: Henry H. Barschall؛ زاده ۲۹ آوریل ۱۹۱۵ درگذشته ۴ فوریه ۱۹۹۷) یک فیزیک‌دان اهل ایالات متحده آمریکا بود.